# 凱瑟琳·博伊斯·馬歇爾
凱瑟琳·博伊斯·馬歇爾（Katherine Boyce Marshall，1882年10月8日—1978年12月18日，婚前姓氏：圖帕“Tupper”，第一次婚姻姓氏：布朗“Brown”），美國女演員、作家、美國政治家以及五星上將喬治·馬歇爾的第二任妻子。

## 早年生活和教育
凱瑟琳·博伊斯·圖帕於1882年10月8日出生在肯塔基州哈洛兹伯格的一個牧師家庭，她是三姊妹中最小的，父親是亨利·艾倫·圖帕牧師（Reverend Henry Allen Tupper），母親是瑪麗·彭德·圖帕（Marie Pender Tupper）。1899年凱瑟琳和姐姐艾琳共同進入弗吉尼亞羅阿諾克的霍林斯學院學習表演藝術。20世紀初美國人能進入高等院校接受教育的人很少，女性能接受高等教育更是鳳毛麟角。
儘管她在學業上不是很突出，但是她在課外活動中非常活躍並發揮了其影響力，因而成了大學的名人和受人尊重的社區負責人。她負責編輯管理霍林斯大學的出版物、參加戲劇演出、出任學生會副主席、寫詩、參加網球隊、表演班卓琴等。1902年，凱瑟琳畢業時獲得了口才、道德學、歷史和英語等文憑組成的綜合學位。

## 演藝生涯

1905年凱瑟琳在莎士比亞喜劇《皆大歡喜》中飾演羅斯蘭

大學畢業之後，凱瑟琳1902年又進入美國戲劇藝術學院學習。但是她父親并不希望她在舞臺抛頭露面，爲此她和父親達成了僅僅學習藝術和不是登臺表演的協議，但她後來還是在英國劇作家亨利·阿瑟·瓊斯的《丹恩夫人的辯護》一劇中出演了女主角，她的這次成功演出獲得了學院頒發的獎項以及受到百老匯受人追捧的偶像詹姆斯·K·哈克特邀請作爲與他同臺演出的女主角。爲此凱瑟琳惹惱了她的父親，他父親聲稱：“寧願看到她死，也不願意看到她在舞臺上。”禁止她再出現在紐約演藝舞臺。
但是，凱瑟琳并不想放棄她的藝術夢想，她帶著美國戲劇學院的畢業證書和推薦信，在姐姐艾琳的陪同下去了英國以圖發展，她放棄了用圖帕的姓氏，而是采用了博伊斯作爲她的藝名。她馬上獲得了英國著名演員赫伯特·貝爾伯母·特里的面試，但是特里不喜歡她的美國口音，并沒有被錄用。第一次碰壁後，凱瑟琳並沒有灰心，接著又參加了弗蘭克·本森（莎士比亞劇中的主角演員、皇家莎士比亞劇團早期創始人）的試鏡，在弗蘭克·本森和他劇團的三個月嚴格訓練之下，凱瑟琳終於在英國舞臺首次亮相，在莎士比亞劇作《馬克白》中扮演一個幽靈角色，爲此她獲得了與弗蘭克·本森劇團的7年合同。
凱瑟琳在本森劇團一年四季都參加演出，她在莎士比亞劇中擔任了10個角色，包括《羅密歐與朱麗葉》中的朱麗葉、《威尼斯商人》中的鮑西亞和《哈姆雷特》中的歐菲莉亞等角色。緊張的排練以及排滿了日程的巡迴演出，損害了她的健康，最後她被診斷出為患上了“腎結核”，1906年凱瑟琳被迫結束了英國的演藝活動回到了美國。經過一年的休養，又接到了理查德·曼斯菲爾德的芝加哥劇團演出邀請，但是在參加兩場演出之後，她再次病倒。爲此，她告別了舞臺生涯。

## 第一次婚姻
凱瑟琳療養期間，在她還是大學學生時期曾經向她提出求婚的克里夫頓·史蒂文森·布朗（Clifton Stevenson Brown）再次向她提出求婚，經過凱瑟琳的認真考慮後，她與克里夫頓於1911年9月30日結婚。婚後的凱瑟琳儘管依然心繫舞臺，但是隨著三個孩子的相繼出生，作爲母親的凱瑟琳最終不得不將精力傾注到家庭方面。
凱瑟琳的丈夫克里夫頓·史蒂文森·布朗是一名律師，他成功地為委托人打贏了不少官司。1928年6月4日，在巴爾的摩卡爾弗特大廈（The Calvert Building）上班的克里夫頓·史蒂文森·布朗被他的委托人路易斯·鮑曼開槍打死。在遇難之前他接受了路易斯·鮑曼的委托，幫助他處理遺產官司，在勝訴之後，克里夫頓向路易斯·鮑曼發出了賬單，但鮑曼卻拒絕支付這筆律師訴訟費，於是克里夫頓起訴了鮑曼，爲此感到惱羞成怒的鮑曼就來到他的辦公場所開槍殺死了他。
丈夫的突然遇害沉重地打擊了凱瑟琳。她後來回憶道：對她來説，那個時候天都要塌下來了。

## 與馬歇爾的婚姻
凱瑟琳在服喪期間，住在了佐治亞州哥倫布市的一個朋友家，在一次晚宴上，凱瑟琳結識了喬治·馬歇爾，凱瑟琳後來回憶道：這位48歲的一頭黃髮和一雙深邃眼睛的中校是個非常有趣的軍官。而馬歇爾的妻子莉莉·卡特·科斯（Lily Carter Coles）也於一年前病故，於是兩個人在之後的兩年之間一直保持著來往，最終馬歇爾向凱瑟琳提出了求婚。爲此，凱瑟琳事先徵求了三個孩子的意見，在徵得孩子們的同意之後，兩個人於1930年10月15日在巴爾的摩的“以馬内利聖公會教堂”舉行了婚禮，大名鼎鼎的潘興將軍作爲馬歇爾的伴郎出席了婚禮，從而吸引了人們的眼球。
1939年馬歇爾被任命爲美國陸軍總參謀長，隨著馬歇爾的升遷，凱瑟琳也成爲了“陸軍第一夫人”。凱瑟琳因此變得更爲忙碌，她出任了包括美國紅十字會、軍隊緊急救援組織等多個組織的負責人。

### 二戰期間
二戰爆發後，凱瑟琳與前夫所生的最小兒子艾倫·圖帕·布朗（Allen Tupper Brown）參軍奔赴歐洲戰場，1944年5月31日作爲繼父的馬歇爾接到了他的繼子在意大利安濟奧戰役陣亡的通知書，艾倫·圖帕·布朗被葬在異國他鄉，戰爭結束之後凱瑟琳才得以去兒子的墓地。
二戰期間，身爲美軍參謀總長的喬治·馬歇爾承受壓力巨大，只有與凱瑟琳在一起的時候，馬歇爾方感到精神疲憊得到撫慰，凱瑟琳成了他的心靈寧靜的港灣，戰爭期間，凱瑟琳爲了使馬歇爾真正找到一個安寧的歸宿，凱瑟琳在弗吉尼亞州利斯堡物色了一棟建於十九世紀，名爲“多多那莊園”的住宅，夫婦兩人以16000美元買下了這棟住宅，凱瑟琳負責裝修、整理這個新家。當夫婦二人搬進新家時，馬歇爾說到：“這個家是在世徘徊41年之後一個真正的家”。

### 戰後
二戰結束後，喬治·馬歇爾并沒有馬上過上輕鬆的退休生活，他先是作爲特使被派往中國，調停國共和平談判，這一去就和凱瑟琳就分開了幾個月。接下來就是出任國務卿參與歐洲復興計劃，1950年韓戰爆發後又出任國防部長，直到1951年正式退休。儘管後來凱瑟琳抱怨繁忙的國家公務不斷把他丈夫從她身邊帶走，但她也明白這是喬治·馬歇爾的使命所在，因此并沒有對他有絲毫怨言。
1946年，凯瑟琳出版了《風雨同舟：一個軍人妻子的歲月》（Together: Annals of an Army Wife）一書，敘述了她和馬歇爾共同度過的歲月時光。

## 晚年

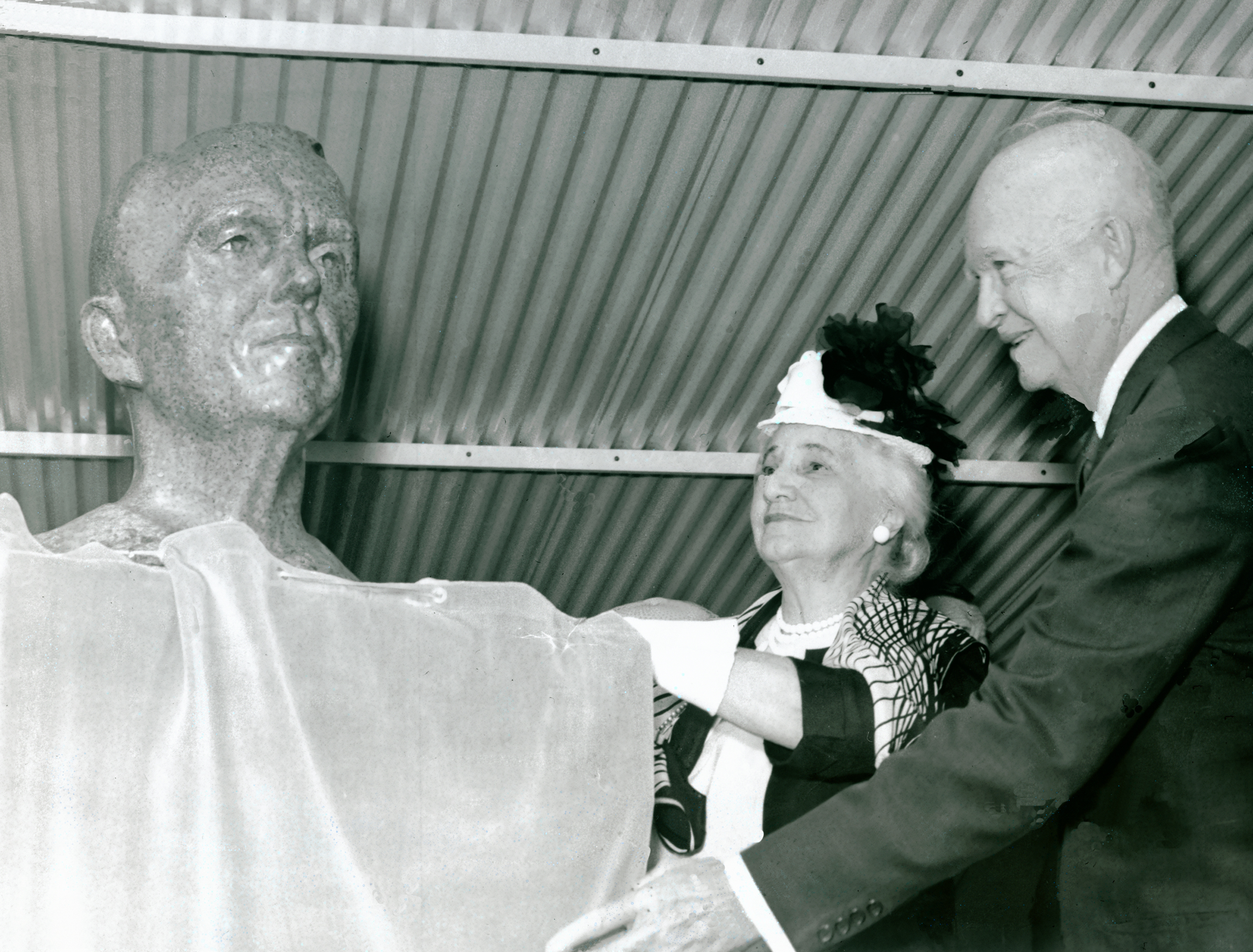
艾森豪威爾總統與凱瑟琳·馬歇爾為馬歇爾太空飛行中心揭幕

1959年10月喬治·馬歇爾去世後，凱瑟琳感覺“多多那莊園”承載了她與馬歇爾共度時光的太多記憶，傷感之情使她無法繼續住在那裏，於是她從弗吉尼亞州的利斯堡搬到了特賴恩（北卡羅萊納州）。從那以後的凱瑟琳盡量保持低調，淡出公衆的視野，但凡是在官方舉辦的與紀念喬治·馬歇爾有關的公開活動中她都出頭露面。
- 1960年9月8日，凯瑟琳受艾森豪威爾總統邀請，出席了以喬治·馬歇爾命名的馬歇爾太空飛行中心的揭幕典禮，並與艾森豪威爾總統一起為馬歇爾的雕像揭幕[10]。（右圖）

- 1962年4月29日，年近八旬的凱瑟琳作爲喬治·馬歇爾的遺孀，受邀出席了肯尼迪總統夫婦在白宮為49名諾貝爾獎的美國獲獎者或其遺屬代表、普利策獎獲獎者、著名演員以及文學作家舉辦的被稱之爲“高智商宴會”的晚宴[11]。

- 1964年5月23日，凱瑟琳與林登·約翰遜總統、艾森豪威爾前總統出席了馬歇爾基金會所創辦的研究圖書館揭幕典禮[12]。

1978年12月18日，凱瑟琳走完了96歲的人生，《華盛頓郵報》《紐約時報》爲此做了報道。人們說，在她的人生舞臺中，她成功地扮演了一個學生、一個演員、一個妻子、一個母親以及一個將軍夫人的角色。她去世之後，下葬在阿林頓國家公墓與喬治·馬歇爾合葬在一起。

## 子女後代
凱瑟琳與喬治·馬歇爾沒有生育孩子，凱瑟琳的三個孩子都是與前夫所生，他們分別是：莫利·温（1912-1997）、克里夫顿·史蒂文森·布朗（1914-1952）以及艾倫·圖帕·布朗（1916-1944）。他們共有五個孫子女。